# Erastriopis
Erastriopis is een geslacht van vlinders van de familie spinneruilen (Erebidae), uit de onderfamilie Calpinae.

## Soorten
- E. anaemica Hampson, 1926
- E. atrirena Joannis, 1929
- E. costiplaga Rothschild, 1916
- E. lativitta Moore, 1883